# يوليوس إل. كلارك
يوليوس إل. كلارك (بالإنجليزية: Julius L. Clarke)‏ هو صحفي وسياسي أمريكي، ولد في 13 نوفمبر 1828، وتوفي في 21 نوفمبر 1907. حزبياً، نشط في الحزب الجمهوري.